# فرنك مغربي

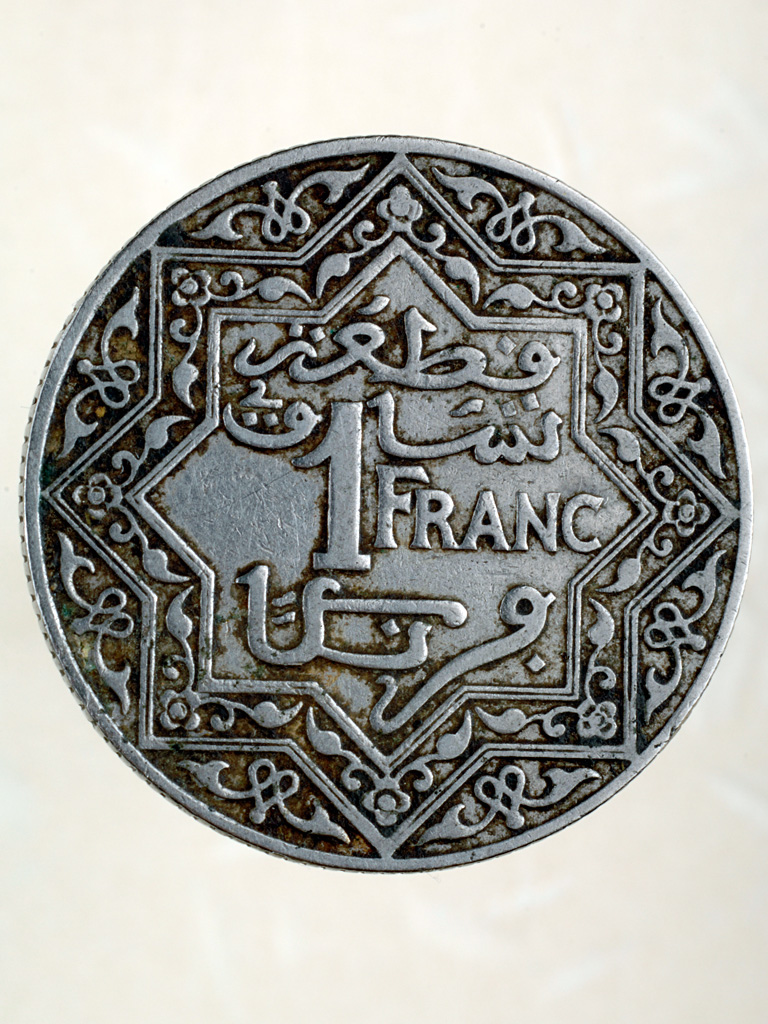
عملة مغربية من فئة 1 فرنك

الفرنك المغربي (الفرنسية: Franc marocain) كانت العملة النقدية المتداولة إبان الحماية الفرنسية في المغرب اعتبارا من ظهير 19 مارس 1920. وقد ظلت العملة الوطنية المعتمدة إلى حدود 17 أكتوبر 1959، تاريخ اعتماد الدرهم المغربي عملة وطنية، وذلك في عهد وزير المالية المغربي عبد الرحيم بوعبيد. بقي الفرنك متداولا، حتى سنة 1974 حينما أصدر بنك المغرب "السنتيم" ليحلّ محلّ الفرنك، كجزء من العملة المغربية الوطنية "الدرهم".

## التاريخ
قبل الحرب العالمية الأولى، كان الريال المغربي يساوي 5 فرنكات فرنسية. بعد الحرب، انخفضت قيمة الفرنك، بحيث عندما حل الفرنك محل الريال، كان قيمة 10 فرنكات تُساوي 1 ريال. كان الفرنك المغربي مساويًا في القيمة للفرنك الفرنسي. عندما انتهى الاحتلال الإسباني للمناطق اشلمالية بالمغرب، حلّ الفرنك محل البيزيتا الإسبانية بسعر 1 بيزيتا = 10 فرنكات.
بدأ تداول الأوراق البنكية للفرنك المغربي الصادرة عن بنك الدولة انطلاقا من 15 نونبر 1920. ويتعلق الأمر بأوراق بنكية من فئة 5 و20 و50 و100 فرنك. أما الأوراق من فئة 10 و1000 فرنك، فتم إصدارها سنة 1921، وتلك من فئة 500 فرنك سنة 1922. وابتداء من هذا التاريخ، لم يعد للأوراق البنكية الفرنسية والجزائرية أي رواج قانوني بالمغرب. وظل الفرنك المغربي يتطور داخل منظقة الفرنك، إلى غاية إلغائه من طرف حكومة المغرب المستقل بتاريخ 28 دجنبر 1958.
في عام 1960، تم تقديم الدرهم، ويُقسّم إلى 100 فرنك. تم استبدال الفرنك باعتباره تقسيمًا فرعيًا للدرهم بالسنتيم في عام 1974.

## العملات المعدنية

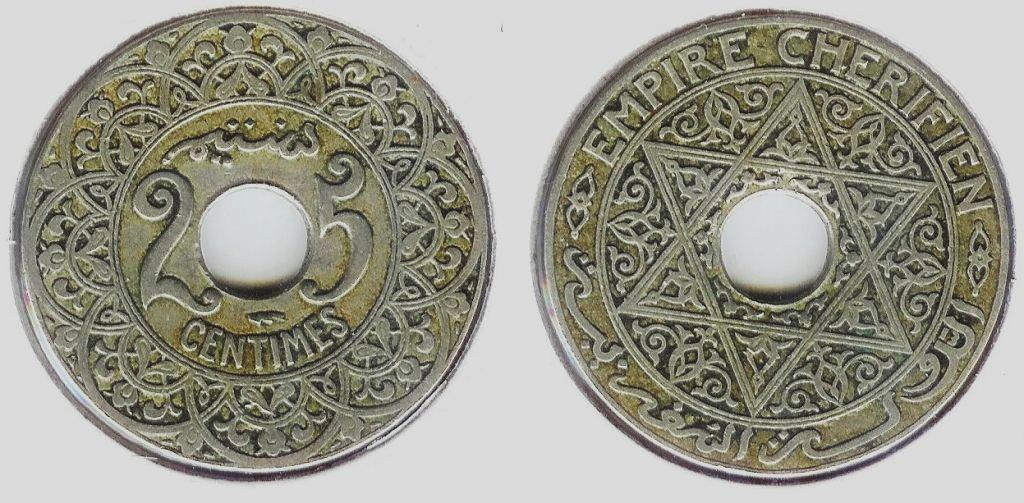
عملة مغربية من فئة 25 سنتيمًا تعود إلى عام 1924، تحمل علامة (Thunderbolt).

في عام 1921، تم تقديم العملات المعدنية في عهد السطان يوسف، بفئات 25 و50 سنتيمًا و1 فرنك. العملة المعدنية من فئة 25 سنتيمًا هي عملة معدنية مثقوبة من النحاس والنيكل، وتأتي بثلاثة أنواع من علامة (Privy mark)، تم سكها في عام 1921 في باريس، وعلامة (Thunderbolt Privy) التي تم سكها في عام 1924 في بواسي، وعلامتي (Thunderbolt) و(Torch Privy) التي تم سكها في عام 1924 في بواسي. تم سك كل من 50 سنتيمًا وفرنكًا في عام 1921 في باريس، وفي عام 1924 في بواسي مع علامة (Thunderbolt Privy).

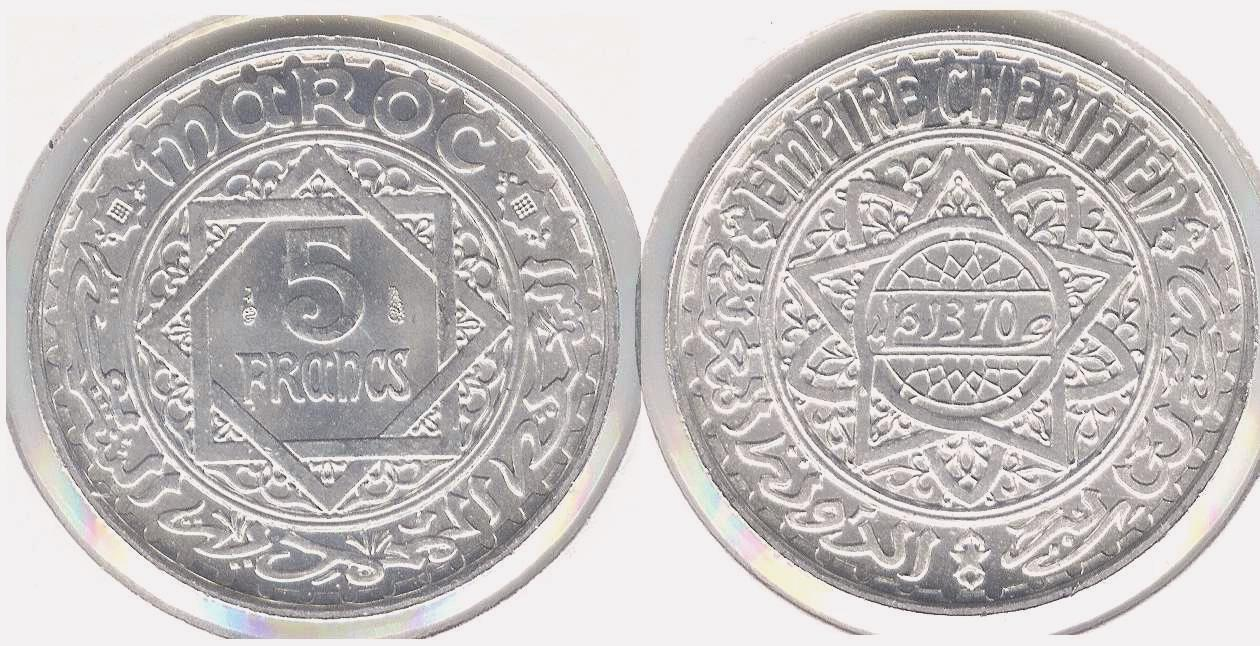
عملة مغربية من فئة 5 فرنك تعود لسنة 1370 هجرية.

في عام 1928، في عهد السلطان محمد الخامس، تم تقديم عملات فضية من فئة 5 و10 و20 فرنكًا. تم سك هذه العملات المعدنية، وكل العملات المعدنية التالية، في باريس. بين عامي 1945 و1947، صدرت عملات معدنية من فئة 50 سنتيمًا من الألومنيوم والبرونز، و1 و2 و5 فرنكات، و10 و20 فرنكًا من النحاس والنيكل. وتبع ذلك إصدار عملات معدنية جديدة أخرى بين عامي 1951 و1953 بفئات 1 و2 و5 فرنكات من الألومنيوم، و10 و20 و50 فرنكًا من الألومنيوم والبرونز، و100 و200 فرنك من الفضة. وفي عام 1956، صدرت عملات فضية بقيمة 500 فرنك. وتم سك عملات 1 و2 و5 و10 و20 و50 فرنكًا لعامي 1951 و1952 دون تغيير في تاريخها حتى عام 1974، عندما تم استبدالها بعملات السنتيم.
من القطع النادرة خلال هذه الفترة نجد (KM#51a)، وهي عملة 50 فرنكًا من الذهب تعود إلى عام 1371 هـ (كانت تُسك عادةً من الألومنيوم والبرونز). ومن القطع النادرة الأخرى هناك (KM#A54)، وهي عملة 100 فرنك تعود إلى عام 1370 وتُسك من الفضة. يقول كراوس (Chester Krause) إنه تم سك 10 ملايين من هذه العملات، ولكن تم صهرها جميعًا تقريبًا. واليوم، لا يُعرف سوى 100 قطعة فقط (وفقًا لكتالوج كراوس ميشلر العالمي).
يمكن التعرف بسهولة على جميع العملات المعدنية على أنها عملات من الفترة الفرنسية المغربية من خلال وجود إما عبارة "الإمبراطورية الشريفة" أو عبارة "المغرب". تضمنّت جميع العملات المعدنية إحدى العبارتين السالف ذكرهما، وغالبًا كليهما. وحملت جميع العملات المعدنية أيضًا شكل نجمة خماسية أو سداسية لخاتم سليمان يظهر بشكل بارز في النقوش، وأحيانًا كلاهما.

## الأوراق النقدية
صدرت أولى الأوراق النقدية المغربية للفرنك بين عامي 1910 و1917، كما كانت بالريال. وكانت الفئات 20 فرنكًا (4 ريالات) و100 فرنك (20 ريالاً). ورغم أن الفرنك لم يحل محل الريال إلا في عام 1921، فقد صدرت الأوراق النقدية للفرنك منذ عام 1919. وتم إصدار إصدارات طارئة في ذلك العام بفئات 25 و50 سنتيمًا و1 و2 فرنك.
وتم تقديم إصدارات منتظمة من البنك المخزني المغربي بين عامي 1919 و1923 بفئات 5 و10 و20 و50 و100 و500 و1000 فرنك. ظهرت أوراق نقدية من فئة 5000 فرنك في عام 1938. وفي عام 1944، تم إصدار أوراق نقدية طارئة أخرى بفئات 50 سنتيمًا و1 و2 فرنك. وبعد الحرب العالمية الثانية، تم تقديم إصدار نهائي من قبل البنك المخزني بين عامي 1949 و1953 بفئات 50 و100 و500 و1000 و5000 و10000 فرنك.

## روابط خارجية
- الفرنك المغربي، الأوراق النقدية لسنة 1940. (بالفرنسية)
- الفرنك المغربي، الأوراق النقدية لسنة 1950. (بالفرنسية)
- تاريخ الأوراق النقدية لعملة الفرنك المغربي (بالإنجليزية)

- Krause, Chester L.؛ Clifford Mishler (1991). الفهرس القياسي لعملات العالم المعدنية  [لغات أخرى]‏: 1801–1991 (ط. 18th). Krause Publications. ISBN:0873411501.
- Pick, Albert (1994). الفهرس القياسي لعملات العالم الورقية  [لغات أخرى]‏: General Issues. Colin R. Bruce II and Neil Shafer (editors) (ط. 7th). Krause Publications. ISBN:0-87341-207-9.
- Lecompte, Jean. “Monnaies et Jetons des Colonies Francaises.” 2000